# フリハタ
フリハタ（ふりはた、5月28日 - ）は、日本の男性俳優、声優。愛知県出身。以前はワイワイワイに所属していた。

## 人物
趣味はスポーツ観戦、演劇・ライブ鑑賞、ドライブ。特技はどこへ行っても子供達と同化できること、どこでも眠れること。

## 出演作品

### テレビドラマ
- 鬼平犯科帳
- 部長刑事
- ライオン奥様劇場 嫁姑シリーズ

### テレビ番組
- オー!マイキー
- 日曜劇場 SUNDAY SMITHS
- 歴史秘話ヒストリア

### 映画
- 226
- 橋のない川
- 利休

### 劇場アニメ
- 名探偵コナン 紺碧の棺（2007年、観光館アナウンス）

### ナレーション

#### CMナレーション
- アシックス
- au
- エヌ・ティ・ティ・ドコモ中国
- 揖保の糸
- JR四国
- JR西日本
- 積水ハウス
- 象印
- テレマート
- 浜名湖競艇
- 百姓一揆、お〜い引越しや!!
- ファニチャードーム
- 藤和不動産
- プライムショッピング

#### テレビ番組ナレーション
- NONFIX「千の風プロジェクト 大阪大空襲の夜 地下鉄は走ったのか」

#### VPナレーション
- 桂文珍 大東京 独演会 セルDVD
- 佐賀城本丸歴史館
- 全労済

### 舞台
- 仮名手本忠臣蔵
- くるみ割り人形
- コッペリア
- 眠れる森の美女
- 水と炎の伝説
- 邪馬台国

### プラネタリウム
- フリープラネ（プラネター）